# Cera de carnaúba

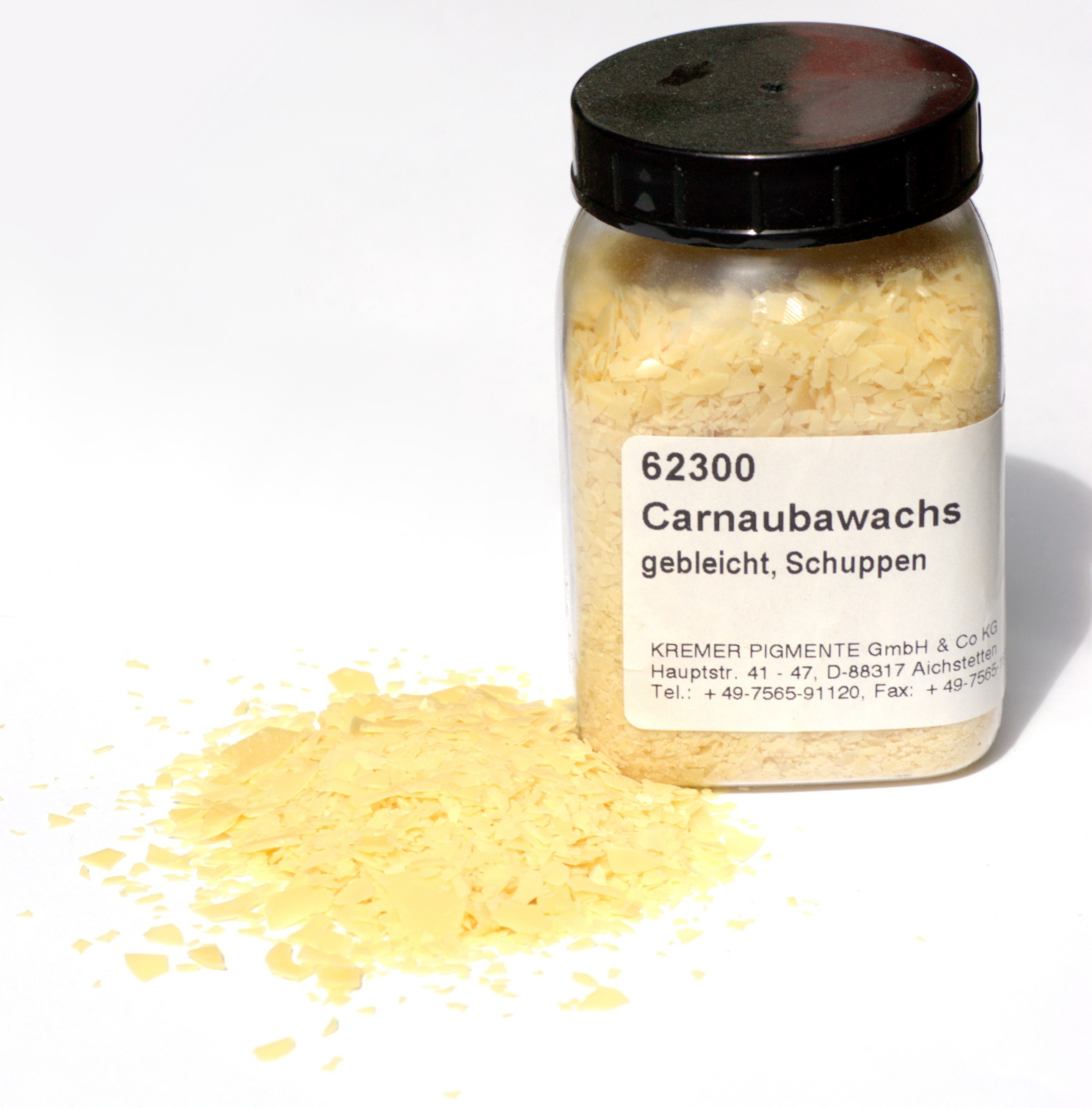
Cera de carnauba, procesada para uso industrial y alimenticio.

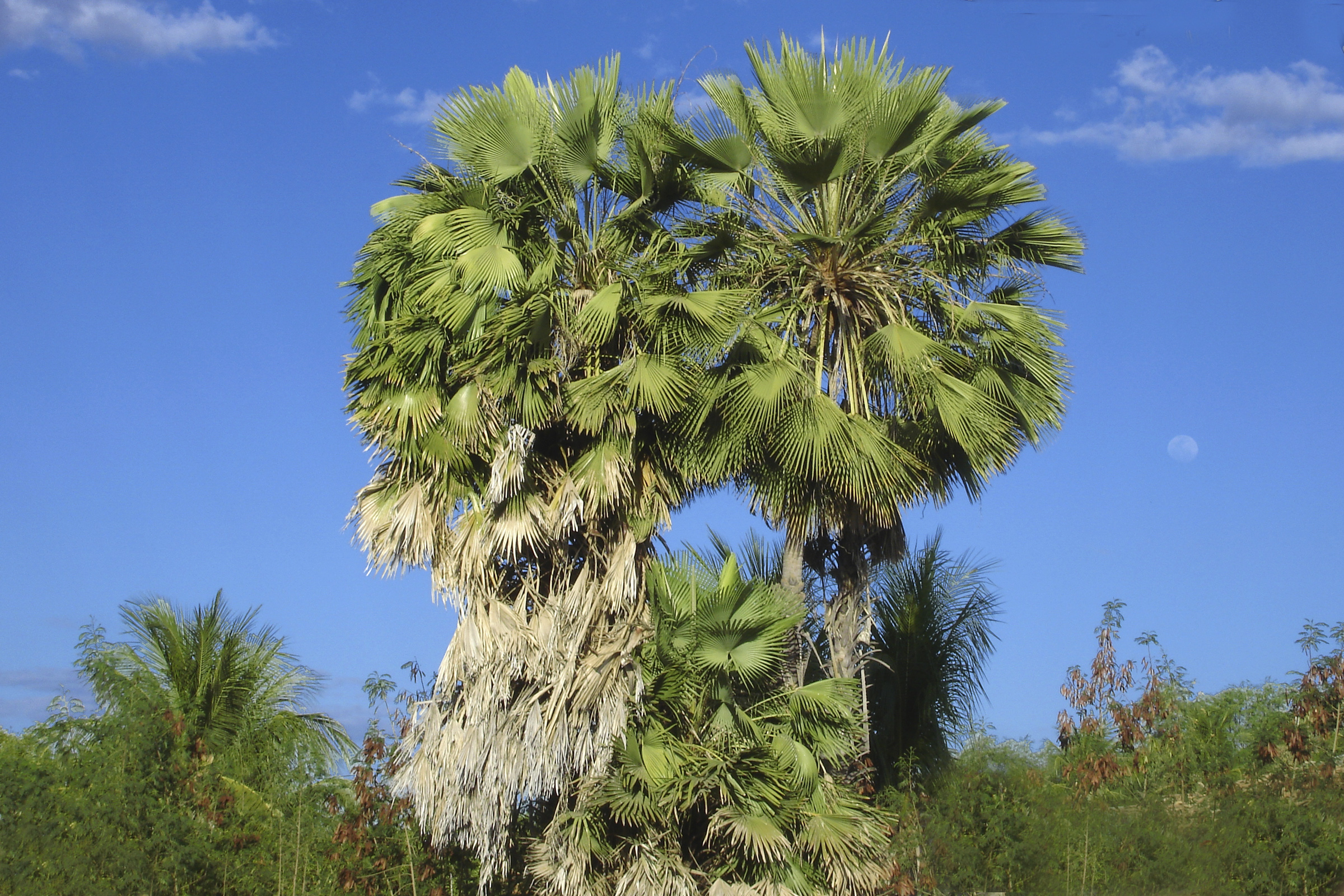
Palma Copernicia prunifera, de la cual se extrae la cera.

La cera de carnaúba o carnauba es un tipo de cera que se obtiene de las hojas de la palma Copernicia prunifera. Esta palma es endémica de América del Sur y crece en la región de Ceará, al noreste del Brasil. Para evitar que la palma pierda agua durante la época de sequía, que en la región noreste de Brasil dura hasta seis meses, la planta se cubre de una espesa capa de cera compuesta de ésteres, alcoholes y ácidos grasos de elevada masa molecular. Una vez que se cortan las hojas, se secan y trituran para que la cera se desprenda.
Esta cera se conoce también como la "reina de las ceras", por sus características e infinidad de aplicaciones. La cera de carnaúba es reconocida por sus propiedades de brillo. Combina dureza con resistencia al desgaste. Su punto de fusión es de 78 a 85 °C, el más alto entre las ceras naturales.

## Composición
La cera de carnaúba contiene principalmente ésteres de ácidos grasos (de 80 a 85 %), alcoholes grasos (10 a 15 %), ácidos (3 a 6 %) e hidrocarburos (1 a 3 %). La cera de carnaúba tiene dioles esterificados grasos (cerca del 20 %), ácidos grasos hidroxilados (cerca del 6 %) y ácido cinámico (cerca de 10 %). El ácido cinámico es un antioxidante, y puede estar hidroxilado o metoxilado.

## Usos
Los usos de la cera de carnaúba son diversos, desde aplicaciones alimenticias (chicles y chocolates confitados), hasta productos para obtener brillo como cremas para calzado, así como ceras para suelos y automóviles, y en la industria estética cremas y cosméticos (labiales y pinturas). Es un ingrediente indispensable en la elaboración de ceras "al agua" o emulsificadas para el encerado de frutas (manzanas, cítricos, pepinos, plátanos y otras) en los tratamientos de postcosecha para alargar su vida y conservar su apariencia y lozanía; esto se debe a que disminuye la transpiración y por ello inhibe en cierta medida la deshidratación, al mismo tiempo que ayuda a preservar la fruta de fungosis y bacteriosis y mantiene su brillo natural.
En la industria farmacéutica se emplea como recubrimiento de comprimidos. Otorgan mayor aislamiento a la humedad.
La cera de carnauba también se usa en la fabricación de ceras.
- Datos: Q839494
- Multimedia: Carnauba wax / Q839494